# Olympische Sommerspiele 1956/Schwimmen – 100 m Schmetterling (Frauen)
Der Wettbewerb über 100 Meter Schmetterling der Frauen bei den Olympischen Sommerspielen 1956 in der australischen Metropole Melbourne wurde am 1. und 3. Dezember im Olympic Swimming Stadium ausgetragen.

## Teilnehmende Nationen
Insgesamt nahmen zwölf Schwimmerinnen aus acht Nationen an dem Wettbewerb über 100 m Schmetterling teil.
| - Australien (2) - Deutschland (1) - Frankreich (1) - Kanada (2) | - Tschechoslowakei (1) - Ungarn (1) - Vereinigte Staaten (3) - Vereinigtes Königreich (1) |

## Bestehender Rekord
Es war das erste Mal, dass die 100 Meter Schmetterling der Frauen im olympischen Programm ausgetragen wurden.
| Weltrekord | Atie Voorbij ( Niederlande) | 1:10,5 min | Hilversum, Niederlande | 12. November 1956 |

## Vorläufe
Am 3. Dezember fanden zwei Vorläufe statt. Die acht schnellsten Schwimmerinnen beider Vorläufe (grün unterlegt) qualifizierten sich für das zwei Tage später stattfindende Finale.

### Vorlauf 1
| Rang | Name            | Nation             | Zeit       |
| ---- | --------------- | ------------------ | ---------- |
| 1    | Shelley Mann    | Vereinigte Staaten | 1:11,2 min |
| 2    | Nancy Ramey     | Vereinigte Staaten | 1:13,4 min |
| 3    | Sara Barber     | Kanada             | 1:16,2 min |
| 4    | Marta Skupilová | Tschechoslowakei   | 1:17,7 min |
| 5    | Maureen Giles   | Australien         | 1:19,4 min |

### Vorlauf 2
| Rang | Name                  | Nation             | Zeit       |
| ---- | --------------------- | ------------------ | ---------- |
| 1    | Beverly Bainbridge    | Australien         | 1:14,4 min |
| 2    | Mary Sears            | Vereinigte Staaten | 1:15,1 min |
| 3    | Mária Littomeritzky   | Ungarn             | 1:15,2 min |
| 4    | Beth Whittall         | Kanada             | 1:16,9 min |
| 5    | Jutta Langenau        | Deutschland        | 1:17,4 min |
| 6    | Anne Morton           | Großbritannien     | 1:17,7 min |
| 7    | Odette Lusien-Casteur | Frankreich         | 1:19,8 min |

## Finale
Das Finale fand am 5. Dezember statt. Die US-Amerikanerin Shelley Mann stellte mit 1:11,0 min den ersten olympischen Rekord über 100 m Schmetterling für Frauen auf.
| Rang | Name                | Nation             | Zeit       |
| ---- | ------------------- | ------------------ | ---------- |
| 1    | Shelley Mann        | Vereinigte Staaten | 1:11,0 min |
| 2    | Nancy Ramey         | Vereinigte Staaten | 1:11,9 min |
| 3    | Mary Sears          | Vereinigte Staaten | 1:14,4 min |
| 4    | Mária Littomeritzky | Ungarn             | 1:14,9 min |
| 5    | Beverly Bainbridge  | Australien         | 1:15,2 min |
| 6    | Jutta Langenau      | Deutschland        | 1:17,4 min |
| 7    | Beth Whittall       | Kanada             | 1:17,9 min |
| 8    | Sara Barber         | Kanada             | 1:18,4 min |